# Alexander Klaws
Alexander Klaws (ur. 3 września 1983 w Ahlen) – niemiecki piosenkarz i aktor.

## Życiorys
Urodził się w Ahlen w Nadrenii Północnej-Westfalii, a wychował w Sendenhorst. Jest synem Richarda i Hildegard Klawsów. Ma starszą siostrę, Melanie (ur. 1980). W dzieciństwie interesował się grą w piłkę nożną oraz śpiewaniem. Mając 10 lat, zadebiutował występem w telewizji, śpiewając utwór Haddaway „What Is Love” w programie Mini Playback Show. Trzy lat później zaczął pobierać profesjonalne nauki śpiewu i gry na fortepianie.
Na początku kariery występował z amatorskimi zespołami. W 2002 udał się na przesłuchania do pierwszej edycji programu Deutschland sucht den Superstar. W grudniu premierę miał singiel „We Have a Dream”, który nagrał z pozostałymi finalistami programu. Singiel znalazł się na albumie studyjny pt. United, który nagrali uczestnicy programu i nad którym pracował Dieter Bohlen z Modern Talking. 8 marca 2003 Klaws zwyciężył w finale programu, zdobywszy największe poparcie telewidzów. W nagrodę podpisał kontrakt płytowy oraz wydał pierwszy, solowy album studyjny pt. Take Your Chance, który promował singlem „Take Me Tonight”.
Jesienią 2003 wydał utwór „Free Like the Wind” na potrzeby ścieżki dźwiękowej do filmu Held der Gladiatoren. Utworem zapowiadał kolejny album studyjny, którego premiera opóźniała się z powodu nieporozumień Klawsa z Bohlenem. Wydanie płyty poprzedziły jeszcze dwa single – „Behind the Sun” i „Sunshine After the Rain”. Album pt. Here I Am ostatecznie ukazał się latem 2004 i dotarł na szczyt listy najlepiej sprzedających się albumów w Niemczech. Ostatnim singlem promującym płytę był tytułowy „Here I Am”. Na przełomie 2003 i 2004 wystąpił w programie World Idol, w którym wystąpili zwycięzcy lokalnych wersji programu Pop Idol z wybranych krajów. Zaśpiewał utwór Michaela Sembello „Maniac” i zajął dziewiąte miejsce.

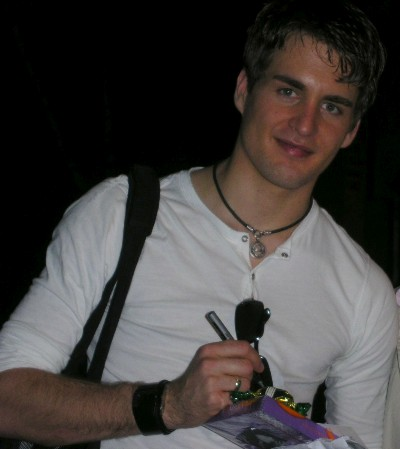
Alexander podczas rozdawania autografów, 2007

Zimą 2005 wydał singiel „All (I Ever Want) Alles”, który nagrał w duecie z Sabriną Weckerlin. Utwór pochodził z musicalu Trzej muszkieterowie, w którym występowała Wecklerlin. Z powodu umiarkowanego sukcesu piosenki Klaws zdecydował się na roczną przerwę w karierze, a w międzyczasie zaliczył aktorski debiut w jednym z seriali telewizji ARD, dla którego napisał dwie premierowe piosenki, jednak nigdy nie zostały wydane.
Po kilku miesiącach przerwy powrócił do studia, by nagrać materiał na nowy album. Pod koniec lutego 2006 wydał singiel „Not Like You”, a w marcu premierę miał album pt. Attention!. Z końcem miesiąca rozstał się z firmą 19 Entertainment Ltd., a od 1 maja był reprezentowany przez wytwórnię GmbH. Również w 2006 ukończył naukę na Akademii Muzycznej im. Joopa van den Ende’a w Hamburgu, a w grudniu zadebiutował rolą Afred w berlińskim Theater des Westens odbyła się premiera musicalu Taniec wampirów w reżyserii Romana Polańskiego.
30 marca 2008 po raz ostatni wystąpił w Tańcu wampirów. Kilka dni później, 4 kwietnia wydał album pt. Was willst du noch?!, który promował singlami „Welt” i „Sie liebt dich”. Od 2008 do 2010 występował w roli Larsa Hauschke’a w telenoweli Sat.1 Anna und die Liebe. Od maja 2010 do czerwca 2013 grał główną rolę w niemieckiej wersji musicalu Tarzan, wystawianym w teatrze Neue Flora w Hamburgu.
23 września 2011 wydał album pt. Für alle Zeiten. Latem 2013 występował w sztuce Der Schuh des Manitu. W 2014 zagrał w spektaklu Joseph and the Amazing Technicolor Dreamcoat. Wiosną 2014 zwyciężył w siódmej edycji programu Let’s Dance, tańcząc z Isabel Edvardson. Od października 2014 do czerwca 2016 grał Jezusa w niemieckiej odsłonie musicalu Jesus Christ Superstar, następnie zadebiutował w roli Tony’ego Manero w Gorączce sobotniej nocy. W międzyczasie, 16 października 2015 wydał piąty album studyjny pt. Auf die Bühne, fertig, los!. W listopadzie 2016 ponownie zaczął grać w musicalu Tarzan. Podczas Wielkanocy 2020 wystąpił w roli Jezusa w telewizyjnym widowisku RTL Pasja.

## Życie prywatne
Związany z Nadją Scheiwiller, którą poznał w 2010 podczas pracy nad musicalem Tarzan.

## Dyskografia
Albumy studyjne
- United (2003; z finalistami Deutschland sucht den Superstar)
- Take Your Chance (2003)
- Here I Am (2004)
- Attention! (2006)
- Was willst du noch?! (2008)
- Für alle Zeiten (2011)
- Auf die Bühne, fertig, los! (2015)

Single
- 2003 – „Take Me Tonight”
- 2003 – „Stay with Me”
- 2003 – „Free Like the Wind”
- 2004 – „Behind the Sun”
- 2004 – „Sunshine After the Rain”
- 2004 – „Here I Am”
- 2005 – „All (I Ever Want)/Alles” (z Sabriną Weckerlin)
- 2006 – „Not Like You”
- 2008 – „Welt”
- 2013 – „Himmel und Hölle”

## Teatr
- grudzień 2006 – marzec 2008: Taniec wampirów jako Alfred (Theater des Westens w Berlinie)
- maj 2010 – czerwiec 2013: Tarzan jako Tarzan (Theater Neue Flora w Hamburgu)
- czerwiec 2013 – sierpień 2013: Der Schuh des Manitu jako Ranger (teatr na świeżym powietrzu w Tecklenburgu)
- czerwiec 2014 – sierpień 2014: Józef i cudowny płaszcz snów w technikolorze jako Józef (teatr na świeżym powietrzu w Tecklenburgu)
- październik 2014 – listopad 2015: Jesus Christ Superstar jako Jezus (Opera w Dortmundzie)
- styczeń–czerwiec 2016: Jesus Christ Superstar jako Jezus (Teatr Muzyczny Bazylei)
- lipiec–wrzesień 2016: Gorączka sobotniej nocy jako Tony Manero (teatr na świeżym powietrzu w Tecklenburgu)
- od listopada 2016: Tarzan jako Tarzan (Metronom Theater w Oberhausen)